# José Vicente Pinto
José Vicente Pinto Olavarrieta, más conocido como José Vicente Pinto, es un actor venezolano. destacado en el género de dramáticos, comenzó en la exitosa telenovela de RCTV 2009 Calle luna, Calle sol que le abrió camino para participar en numerosos proyectos venezolanos, entre sus últimos trabajos resalta su participación en la telenovela de Venevisión Amor secreto donde interpretó a Juan Pablo Finol y Eva La Trailera de Telemundo donde encarna al Padre José María.

## Biografía
Sus primeros pasos en el medio artístico los dio de la mano de Renato Gutiérrez y Nelson Ortega. Para el 2004, José Vicente fue seleccionado para un casting en Estados Unidos, con el fin de obtener una participación en el documental Bolívar Path to Glory. 
En el 2008 comienza su preparación integral como actor en el Centro Integral de Capacitación Actoral (CICA), en Caracas. Durante ese mismo año, realiza una participación especial en la serie Necesito una Amiga.
Más adelante, en el 2009 graba sus primeros capítulos en la telenovela Calle Luna, Calle Sol, de RCTV y durante ese mismo año ingresa a Venevisión, para desarrollar un rol en la producción dramática Un esposo para Estela. 
Para el 2011, interpreta a Rosario Tabares en el dramático La Viuda Joven, y en el 2013 encarna a Tomás Arnaldo Robles en telenovela de Venevisión llamada De todas maneras Rosa, original de Carlos Pérez. Para el 2015 forma parte del elenco de la producción dramática Amor secreto.
Posteriormente, en el 2016 graba su primera novela fuera de Venezuela, esta vez en el canal de televisión estadounidense Telemundo, interpretando al Padre José María en Eva La Trailera.
José, estudió durante tres años en el Centro Integral de Capacitación Actoral donde contó con profesores como Diana Volpe, Salomon Adames, Manuel Salazar, Diana Peñalver, Mario Sudano, Karl Hoffman, Otto Rodriguez y Amado De Esa. También ha realizado diversos cursos como "El Actor con el Director" de Orlando Arocha, "TV Acting" impartido por Nelson Ortega y Renato Gutiérrez, además del conocido taller "Gimnasio de Actores" facilitado por Matilda Corral.

## Televisión
| Telenovelas | Telenovelas           | Telenovelas              | Telenovelas | Telenovelas |
| Año         | Título                | Personaje                | Notas       | País        |
| ----------- | --------------------- | ------------------------ | ----------- | ----------- |
| 2022        | La Mujer de mi Vida   | Policía de Investigación | Telemundo   | USA         |
| 2020        | La Suerte de Loli     | Oficial de Arresto       | Telemundo   | USA         |
| 2017        | Mariposa de Barrio    | Broker                   | Telemundo   | USA         |
| 2016        | Eva la Trailera       | Padre José María Peña    | Telemundo   | USA         |
| 2015        | Escándalos            | Detective                | Televen     | (Venezuela) |
| 2015        | Dulce Amargo          | Pablo Contreras          | Televen     | (Venezuela) |
| 2015        | Amor secreto          | Juan Pablo Finol         | Venevisión  | (Venezuela) |
| 2013        | De todas maneras Rosa | Tomás Arnaldo Robles     | Venevisión  | (Venezuela) |
| 2011        | La viuda joven        | Rosario Tabares          | Venevisión  | (Venezuela) |
| 2009        | Un esposo para Estela | Gerente de Lobby         | Venevisión  | (Venezuela) |
| 2009        | Calle luna, Calle sol | Gerente de Tienda        | RCTV        | (Venezuela) |

## Cine
| Largometrajes | Largometrajes                       | Largometrajes         | Largometrajes    |             |
| Año           | Título                              | Personaje             | Notas            | País        |
| ------------- | ----------------------------------- | --------------------- | ---------------- | ----------- |
| 2015          | Mas Alla de la Montaña              | Rodolfo / Antagonista | De Manuel Pifano | (Venezuela) |
| 2014          | Película Z                          | Protagonista          | De Manuel Pifano | (Venezuela) |
| 2009          | Hoy                                 | Hijo/ Protagonista    |                  | (Venezuela) |
| 2009          | Historia sin H                      | Protagonista          |                  | (Venezuela) |
| 2008          | Shssst                              | Esposo / Protagonista |                  | (Venezuela) |
| 2004          | Documental “Bolivar: Path to Glory” |                       | De Bob DeBrino   | (Venezuela) |

## Teatro
| Obras de Teatro |                                  |                                         |                               |                    |             |
| Año             | Título                           | Personaje                               | Notas                         | Director           | País        |
| 2015            | Cita a Ciegas                    | Protagonista                            | De Roberto Franchi            | Alejandro Bello    | (Venezuela) |
| 2014 - 2015     | Este es el final                 | Juan /Protagonista                      | De Roberto Franchi            | Roberto Franchi    | (Venezuela) |
| 2014            | Talk Radio                       | Gerente emisora y 15 personajes (Voces) | De Eric Bogosian              | Elvis Chaveinte    | (Vezuela)   |
| 2013            | Catalina La Rebelde              | Mariano                                 | De Aníbal Grunn               | Alejandro Bello    | (Venezuela) |
| 2013            | Cambiemos de Vida                | Jefe                                    | De Adolfo de Oliveira         | Adolfo de Oliveira | (Venezuela) |
| 2013            | Chejov Breve obra “El Oso”       | Ivan Mijailovich (Ilin)/ Protagonista   | De Grupo Inspiración          | Markel Mendez      | (Venezuela) |
| 2013            | Chejov Breve obra “La Desgracia” | Ivan Mijailovich (Ilin)/ Protagonista   | De Grupo Inspiración          | Markel Mendez      | (Venezuela) |
| 2012            | Nerd ¿Yo?                        | Doctor / Protagonista                   | De Manuel Salazar             | Manuel Salazar     | (Venezuela) |
| 2011            | Necesito un Chal                 | Fernando /Protagonista                  | De Aníbal Grunn               | Alejandro Bello    | (Venezuela) |
| 2011            | Fabricante de sueños             | Don Michelino                           | De Indira Páez y Amaris Páez  | Dairo Piñeres      | (Venezuela) |
| 2011            | De Velo y Corona                 | Animador (Protagonista)                 | De Indira Páez y Cati Cardoso | Karl Hoffman       | (Venezuela) |
| 2010 - 2011     | Cabaret "El Musical"             | Viktor & Rudy                           | De Joe Masteroff              | Cesar Sierra       | (Venezuela) |
| 2010            | Un final de película             |                                         | Manuel Salazar                | Manuel Salazar     | (Venezuela) |
| 2010            | Noche de Historias Cotidianas    |                                         | Manuel Salazar                | Manuel Salazar     | (Venezuela) |

## Comerciales
- 2010 Tiendas JVG, Caracas, Venezuela.
- 2008 FM Center, Comercial de Preventa, Caracas, Venezuela.
- 2004 Banesco, “Puntos Verdes FUNDANA”, Caracas, Venezuela.
- 2004 Bodas Exóticas, Canaima, Venezuela.
- 2003 Kino Táchira, “Aniversario”, Caracas, Venezuela.
- 2003 Kino Táchira, “En Línea”, Caracas, Venezuela.
- 2002 Digitel, Caracas, Venezuela.
- 2002 Lotto Quiz, Caracas, Venezuela.
- 2002 Corpoturismo, Caracas, Venezuela